# روب جونز (لاعب كريكت)
روب جونز (3 نوفمبر 1995 في المملكة المتحدة - ) (بالإنجليزية: Rob Jones)‏ هو لاعب كريكت بريطاني. لعب مع نادي مقاطعة لانكشر للكريكت ‏.

## وصلات خارجية
- روب جونز على موقع إي آس بي آن كريك إنفو (الإنجليزية)